# Аґата Тушинська
Аґата Тушинська (пол. Agata Tuszyńska; нар. 25 травня 1957) — польська письменниця, поетеса та журналістка.

## Життєпис
Донька Богдана Тушинського, спортивного журналіста та історика, та журналістки Галіни Пшедборської, Аґата Тушинська закінчила престижну Академію драми та театрального мистецтва у Варшаві за спеціальністю «Історія драматургії». Здобула ступінь доктора філософії з гуманітарних наук в Інституті мистецтв Польської академії наук. У 1987–1992 роках працювала викладачкою в Інституті літературних досліджень. У 1996–1998 роках читала лекції в Центрі журналістики у Варшаві, а з 2001 року викладала курси репортажу та історії літератури у Варшавському університеті. З 2011 року співпрацює з Інститутом репортажу у Варшаві.
Розпочала літературну кар'єру в культурологічних періодичних виданнях як авторка статей про театр, поєднуючи її з інтересом до біографій та літературних репортажів. Дебютувала 1990 року з fin de siècle життєписом варшавської акторки Марії Вісновської. Того ж року опублікувала в Літературному інституті в Парижі книжку «Росіяни у Варшаві»,, в якій описала життя та культуру поневоленої столиці під російською окупацією. 1994 року опублікувала книжку «Співак: краєвиди пам'яті», яка є біографією лауреата Нобелівської премії Іцхака Башевіса Зінґера, який народився в Польщі та писав на їдиш. Тушинська збирала матеріали для цієї книжки у Сполучених Штатах, Ізраїлі, Франції, а також у польських містечках і селах. Книжку багато разів перевидавали в Польщі, також вона виходила в США та Франції.
Досліджувати зникомий світ польських євреєв Тушинська продовжила в збірнику ізраїльських репортажів «Портрети з Польщею на задньому плані», яка також вийшла у французькому перекладі. «Сповідь спокусниці» – спогади Ірени Кшивицької, письменниці та феміністки, авторки з «Літературних новин» та давньої подруги Тадеуша Бой-Желенського – це книжка, яку Тушинська написала в крихітному містечку поблизу Парижа, де Кшивицька жила з середини 1960-х років. У своїй наступній книжці «Довге життя спокусниці», яка вийшла 1999 року, Тушинська повернулася до історії Кшивицької після її смерті.
«Сімейна історія страху», бестселер Тушинської, що вийшов у березні 2005 року та був номінований на премію Медічі, — це драматична та складна історія про долю її польських та єврейських предків. Авторка поєднала тут свій досвід написання біографій з особистою документальною прозою, жанром, який рідко використовують в Польщі. 
Історія її боротьби з раком чоловіка стала темою книжки «Вправи з втрати», дуже проникливої книжки Аґати Тушинської (2007), також опублікованої французькою (Грассет, 2009) та корейською (2012) мовами.
Найбільш суперечливою в її літературному доробку є книжка «Обвинувачена: Віра Ґран» (Wydawnictwo Literackie, 2010) – історія співачки з Варшавського гетто, звинуваченої у співпраці з німцями. Книжка, основана на розмовах з Ґран, доповнена свідченнями та думками свідків, документами, архівами та судовими свідченнями, стала багатогранним трактатом про трагічний вибір, його моральні наслідки та ціну, яку доводиться платити за порятунок. Книжка «Обвинувачена» вийшла у низці країн: Франції, Іспанії, Італії, Нідерландах, Греції, Ізраїлі та в США у видавництві Knopf-Randomhous-Bertelsmann. У Німеччині вийшла у видавництві Suhrkamp / Insel у березні 2013 року. 2015 року книжку опублікували словенське видавництво «Модріян», а також македонське видавництво «Антолог». Історія Віри Ґран також доступна в аудіоверсії польською мовою.
«Тирмандові. Романи американські» – це остання публікація Тушинської. Вона розповідає історію про останній період життя Тирманда, автора роману «Злий» (виданого англійською як «Людина з білими очима»), разом із його дружиною-американкою Мері Еллен Фокс. Майже сотня ніколи раніше не опублікованих листів Тирманда доповнює спогади вдови, показуючи зовсім невидиме обличчя плейбоя із берегів Вісли. 
У листопаді 2013 року видавництво «Dialog» видало драму «Віра», написану у співавторстві з Єжи Журеком.
У книжці «Наречена Бруно Шульца» (Wydawnictwo Literackie, 2015) вона представляє надзвичайну літературну історію, що поєднує драматичні елементи кохання та війни. Цього разу її надихнула Юна, Юзефіна Шелінська, єдина жінка, якій Бруно Шульц зробив пропозицію руки та серця. Книжку було номіновано на премії Премію Медічі та Премію Феміна 2015. Її було перекладено французькою, македонською та українською мовами.
Книжку «Jamnikarium» (Wydawnictwo MG, 2016) присвячено таксам та їхнім відомим власникам, а також любителям такс.
«Особистий багаж. По Марку» – це поліфонічна історія про покоління емігрантів після березня, які покинули Польщу з «проїзним документом», у якому зазначалося, що його власник більше не є громадянином країни. Це історія дорослішання, дружби, втрати батьківщини та початку нового життя в еміграції. Написана у співавторстві з учасниками семінару History Meeting House: Доротою Барчак-Перфіковською, Ґражиною Лятос, Ельжбетою Стшалковською та Віолою Вейман.
Найновіша книжка «Мама завше повертається», основана на спогадах жінки, яка пережила Голокост, — це зворушлива історія дівчини, яку багато місяців переховували у Варшавському гетто. Чудово ілюстрована Івоною Хмелевською, ця книжка є свідченням рятівної сили любові та уяви.
Всюдисущим персонажем цієї та інших книжок Тушинської є ПАМ'ЯТЬ, її болісні зв'язки, таємничі форми, мінливі прояви.
Bibliothèque Braille Romande з Женеви надрукувала шрифтом Брайля такі книжки Тушинської: «Обвинувачена: Віра Ґран», «Сімейна історія страху» та «Вправи з втрати».
Поряд із біографією та репортажами, Аґата Тушинська пише поезію. Вона є авторкою шести збірок поезії, остання з яких, «Надія 2», вийшла взимку 2010 року. Її вірші були опубліковані в перекладах англійською, французькою, івритською, іспанською та російською мовами.
Вона пише до часописів „Zeszyty Literackie”, „Tygodnik Powszechny”, „Kresy”, „Odrą” i „Skarpą Warszawską”, а також співпрацює з Паризьким культурним центром. Членкиня Асоціації польських письменників, ПЕН-клубу та ZAIKS, наукова співробітниця Колумбійського університету, Фонду Фулбрайта, фонду Макдавелла, фонду Ледіґ-Ровольта, фонду Костюшка, музею Яд Вашем та Американського єврейського архіву. Лауреатка премії ПЕН-клубу імені Ксав'єра Прушинського за видатні досягнення в галузі документалістики та художньої літератури. 2015 року Тушинську було нагороджено срібною медаллю Gloria Artis. 2016 року вона здобула Канадську єврейську літературну премію в категорії літератури про Голокост за «Сімейну історію страху».

## Твори
- I znowu list, Oficyna Poetów, Warszawa 1990
- Wisnowska, Wydawnictwa Artystyczne i Filmowe, Warszawa 1990
- Rosjanie w Warszawie, Wydawnictwo Interim, Warszawa 1992
- opracowanie książki Wyznania gorszycielki. Pamiętniki Ireny Krzywickiej, Spółdzielnia Wydawnicza „Czytelnik”, Warszawa 1992
- Zamieszkałam w ucieczce, Kresy, Lublin 1993
- Kilka portretów z Polską w tle. Reportaże izraelskie, Wydawnictwo Marabut, Gdańsk 1993
- Singer. Pejzaże pamięci, Wydawnictwo Marabut, Gdańsk 1994
- Wygrać każdy dzień, Wydawnictwo Diana, Warszawa 1996 (biografia Hilarego Koprowskiego, twórcy szczepionki przeciwko wirusowi polio)
- Adresat nieznany, Wydawnictwo Diana, Warszawa 1997
- Długie życie gorszycielki. Losy i świat Ireny Krzywickiej, Wydawnictwo Iskry, Warszawa 1999, ISBN 83-207-1617-9.
- Gwiazdy i gwizdy. Z dziejów publiczności teatralnej 1795-1939, Wydawnictwo UMCS, Lublin 2002
- Maria Wisnowska. Jeśli mnie kochasz – zabij!, Wydawnictwo Książkowe Twój Styl, Warszawa 2003
- Miejsce przy oknie, Wydawnictwo Nowy Świat, Warszawa 2004
- Łęczyca, Wydawnictwo Diana, Warszawa 2001
- Rodzinna historia lęku, Wydawnictwo Literackie, Kraków 2005
- Ćwiczenia z utraty, Wydawnictwo Literackie, Kraków 2007
- Oskarżona: Wiera Gran, Wydawnictwo Literackie, Kraków 2010
- Tyrmandowie. Romans amerykański, Wydawnictwo MG, Warszawa 2012
- Wiera. Dramat w sześciu obrazach, „Dialog” 2013, nr 11 (разом з Єржи)
- Narzeczona Schulza, Wydawnictwo Literackie, Kraków 2015
- Jamnikarium, Wydawnictwo MG, Warszawa 2016, ISBN 978-83-7779-293-3.
- Bagaż osobisty. Po Marcu, Dom Spotkań z Historią Warszawa 2018
- Mama zawsze wraca, Wydawnictwo Dwie Siostry, Warszawa 2020; ISBN 978-83-8150-128-6, ilustracje Iwona Chmielewska
- Jutro nie mieści się w głowie. Dzienniki czasu pandemii, Warszawa 2021; Wydawnictwo Blue Bird
- Ćwiczenia z utraty, Wydawnictwo Marginesy Warszawa 2021, ISBN 978-83-66863-86-6.
- Żongler. Romain Gary, Wydawnictwo Literackie, Kraków 2022, ISBN 978-83-08-07578-4.
- Niesny, ISSA Books, Warszawa 2022
- Czarna torebka, Wydawnictwo Osnova, Warszawa 2023, ISBN 978-83-662-7536-2.

Видання шрифом Брайля (Bibliothèque Braille Romande, Женева):
- Oskarżona: Wiera Gran
- Rodzinna historia lęku
- Ćwiczenia z utraty

## Переклади українською
2018 року у Видавництві 21 вийшов український переклад книжки «Наречена Шульца», перекладачка — Віра Меньок.

## Зовнішні посилання
- Аґата Тушинська – Офіційний сайт